# Kristoffer Joner
Kristoffer Joner (ur. 19 września 1972 w Stavanger) – norweski aktor filmowy i telewizyjny.

## Życiorys
Urodził się w Stavanger jako syn Annerut Joner i Ole Karlsena. Od 14 roku życia brał udział w przedstawieniach dla dzieci na scenie Rogaland Teater. Trzy razy próbował dostać się do Statens Teaterhøgskole, ale został odrzucony. Otworzył pub w Stavanger i był tam przez dłuższy czas.
W latach 1996–2000 grał rolę Ståle Pettersen w serialu NRK Offshore. W komedii Detektor (Detector, 2000) wystąpił w głównej roli satanisty Jørgena. W niskobudżetowej komedii romantycznej Mongoland (2001) pojawił się jako Kristoffer i otrzymał dobre recenzje. Za udział w dreszczowcu psychologicznym Naboer (2005) zdobył nagrodę Amandaprisen jako najlepszy aktor 2005 roku. Rola Terje Orheima w dramacie Kompani Orheim (2012) i kreacja Kristiana Eikjorda w filmie katastroficznym Fala (Bølgen, 2015) przyniosła mu nagrodę Kosmorama.

## Wybrana filmografia
- 2004: Garfield jako Walter J. Chapman (norweski dubbing)
- 2009: Skjult (Hidden) jako Kai Koss
- 2010: Wyspa skazańców (Kongen av Bastøy) jako Bråthen
- 2011: Babycall jako Helge
- 2011: Bambieffekten jako Jonas
- 2014: Zombie SS 2 (Død snø 2) jako Sidekick Zombie
- 2015: Zjawa (The Revenant) jako Murphy
- 2015: Fala (Bølgen) jako Kristian Eikjord
- 2018: The Quake: Trzęsienie ziemi (Skjelvet) jako Kristian Eikjord